# Żywot św. Stanisława

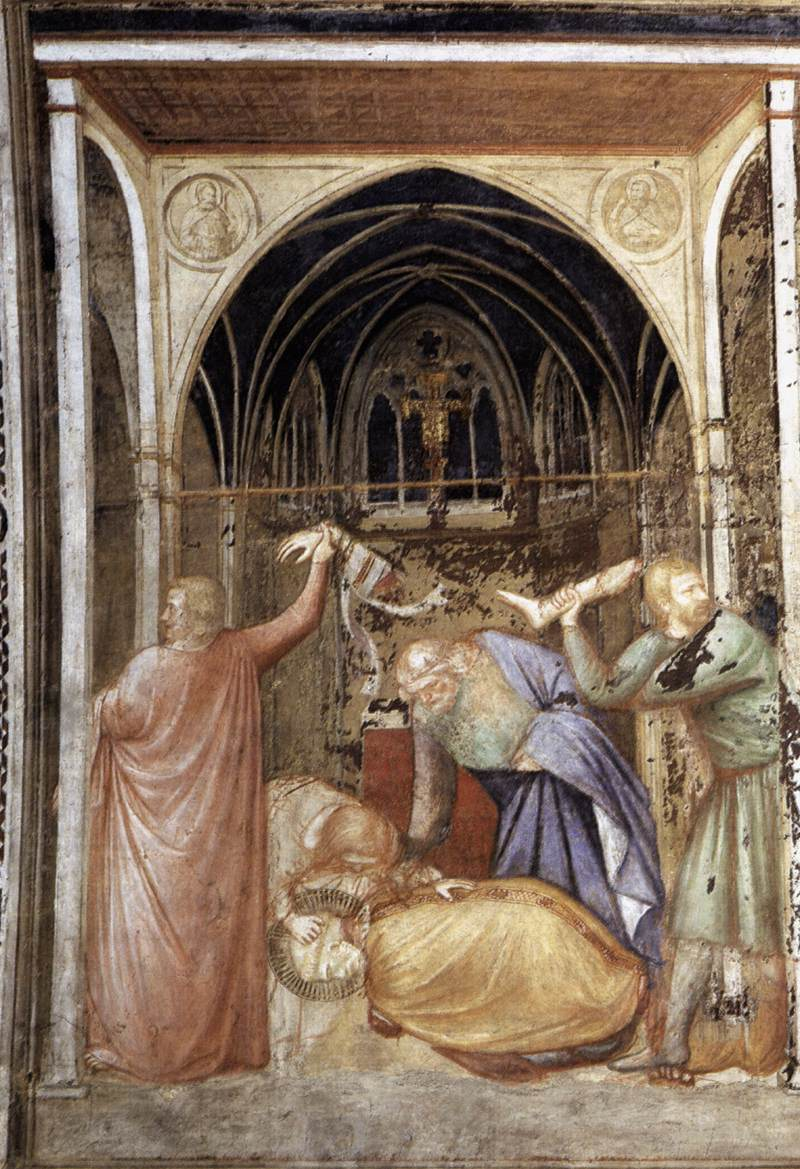
Puccio Capanna, Męczeństwo św. Stanisława, fresk, XIV w.

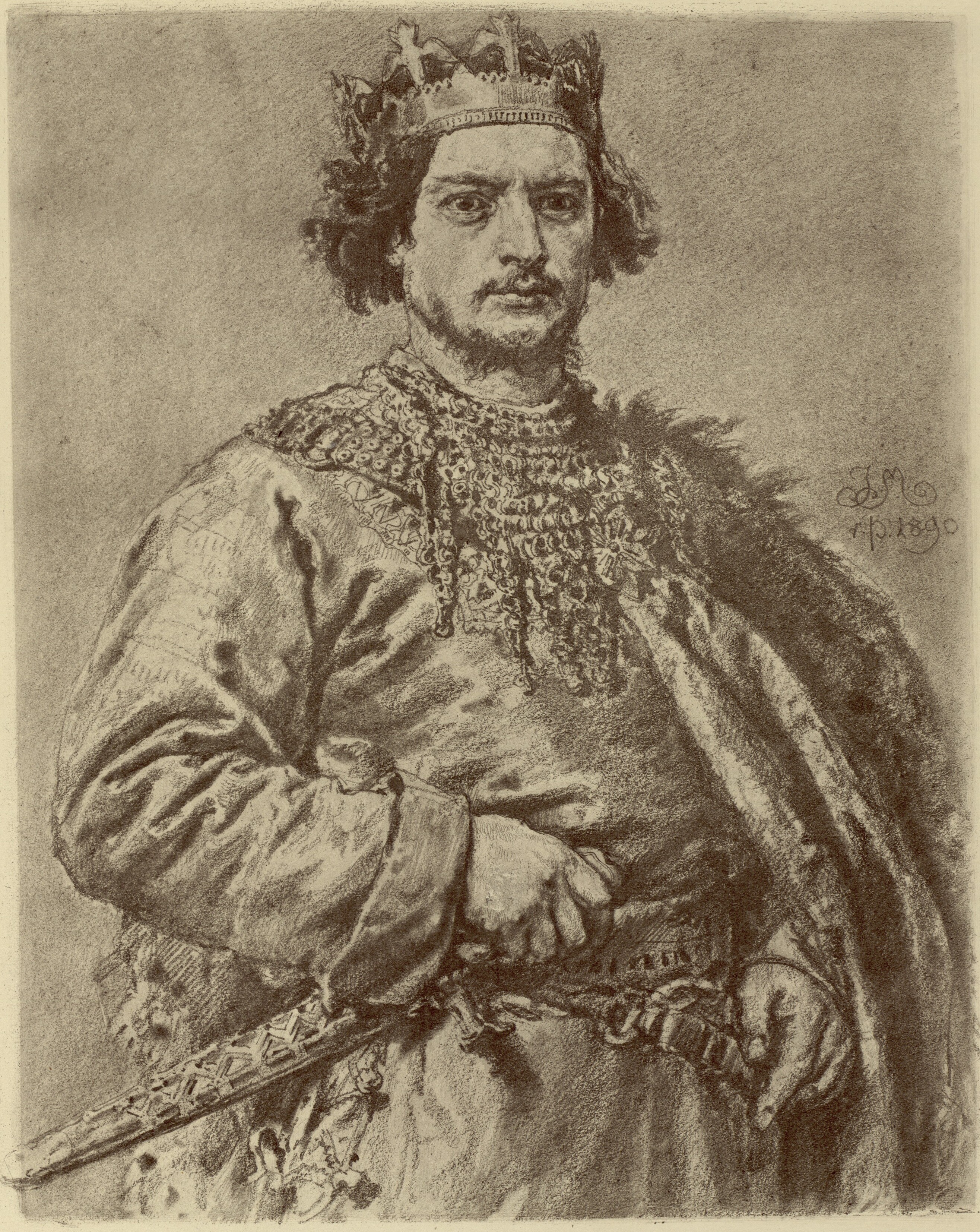
Jan Matejko, Bolesław Śmiały

Żywot św. Stanisława (łac. Vita s. Stanislai, Vita maior) – średniowieczny łaciński utwór hagiograficzny, przedstawiający życie św. Stanisława, autorstwa Wincentego z Kielczy, napisany prawdopodobnie między rokiem 1257 a 1261.

## Okoliczności powstania
Żywot św. Stanisława (Vita maior – Żywot większy) jest drugą, bardziej rozbudowaną redakcją Legendy św. Stanisława (Vita minor – Żywot mniejszy), napisanej także przez Wincentego z Kielczy. Według informacji zawartych we wstępie, Żywot powstał z inicjatywy biskupa krakowskiego Jana Prandoty. Data powstania Żywota mieści się w latach 1257–1261. W utworze wzmiankowany jest grób Jacka Odrowąża, zmarłego w 1257, zaś jako aktualny papież wymieniony jest Aleksander IV, zmarły w 1261. Niektóre kopie wzmiankują jednak o Aleksandrze IV jako papieżu nieżyjącym, co sugerowałoby, że najpóźniejszą datą powstania utworu mógł być rok śmierci biskupa Prandoty – 1266.

## Budowa utworu
Żywot poprzedzony jest przedmową, wyjaśniającą okoliczności jego powstania oraz zawierającą typowe dla tego rodzaju dzieł zapewnienia o skromności autora. W przedmowie Wincenty z Kielczy kreśli też trójdzielny plan utworu, na który składają się: dzieje życia św. Stanisława (vita processus), przebieg męczeństwa (passionis cursus) i tryumfalne, pośmiertne zwycięstwo (victoriae triumphus). Plan ten nie pokrywa się z formalnym podziałem utworu na części. Dzieje życia wypełniają część I (rozdz. 1-14) oraz duży fragment części II (rozdz. 1-18), przebieg męczeństwa opisany jest w rozdz. 19 części II, zaś pozostałe rozdziały części II i część III wypełnia opis tryumfalnego zwycięstwa. Ostatnia część zawiera opis translacji w 1088, cudów za pośrednictwem św. Stanisława, kanonizacji oraz podniosłą mowę Pochwała Polaków, zamykającą cały utwór.

## Treść utworu
Żywot nie wnosi nowych elementów do biografii świętego. Opis życia i cnót pokrywa się w większości z tekstem Legendy św. Stanisława. Nowe jest za to ujęcie tematu. Życie świętego splata się z historią Polski oraz dynastii piastowskiej, zaś pośmiertny tryumf Stanisława staje się zapowiedzią zjednoczenia kraju.
Wątki historyczne rozpoczynają się od przedstawienia rozkwitu Polski za Mieszka I i Bolesława Chrobrego. Losy samego świętego wiążą się przede wszystkim z okresem panowania Bolesława Śmiałego. Prawy biskup przeciwstawiony jest wyraźnie nieprawemu władcy, pozbawionemu cech pozytywnych, które miał jeszcze w Legendzie. W młodości władca przejawiał pewne zaczątki cnót, ale z wiekiem zupełnie je zatracił, zaś czyny króla, wynikające z nadmiernej ambicji i chciwości, sprowadziły nieszczęścia na cały kraj. Bolesław nie przyjmował wielokrotnych napomnień Stanisława. Przejawiał wyjątkowe okrucieństwo, którego kulminacją było zabójstwo biskupa, rozczłonkowanie jego ciała i rozrzucenie na polach. Za tę zbrodnię króla spotkała kara – wygnanie i odebranie sobie życia. Kara dotknęła też cały kraj, który, podobnie jak ciało świętego, został rozczłonkowany i niszczony przez najeźdźców.
W Żywocie wątki hagiograficzne łączą się aktualną problematyką polityczną. Ciało biskupa staje się symbolem ojczyzny, zaś cudowne zrośnięcie się członków świętego – zapowiedzią zjednoczenia Polski pod jednym berłem. W ujęciu Wincentego najważniejszym ośrodkiem kraju jawi się Kraków. Jest on nie tylko stolicą senioralną, ale zostaje dodatkowo nobilitowany przez postać związanego z nim św. Stanisława. Fakt ten ma sprzyjać staraniom o utworzenie arcybiskupstwa krakowskiego obok istniejącego arcybiskupstwa gnieźnieńskiego. Losy biskupa i króla wskazują, że okresy świetności państwa przypadają na panowanie władców silnie związanych z kościołem. Również przyszłe zjednoczenie jest możliwe tylko pod warunkiem harmonijnego współistnienia władzy świeckiej i kościelnej.